# Acraea tenebrosa
Acraea tenebrosa är en fjärilsart som beskrevs av Eltringham 1912. Acraea tenebrosa ingår i släktet Acraea och familjen praktfjärilar. Inga underarter finns listade i Catalogue of Life.